# Pedestal de Agripa
El Pedestal de Agripa es un antiguo monumento situado al oeste de los Propileos de Atenas . Construido en mármol, su altura es similar a la del Templo de Atenea Niké, situado más al sur. Probablemente se construyó en honor de Eumenes II de Pérgamo en el año 178 a. C. para conmemorar su victoria en la carrera de cuadrigas de los Panateneas.

## Historia
Inicialmente, el monumento formaba la base de una cuadriga de bronce de tamaño natural, conducida por Eumenes y su hermano Átalo II..Hacia 27 a. C., la ciudad de Atenas sustituyó este carro por otro, o bien por una estatua monumental,  que dedicó a Marco Vipsanio Agripa, yerno de Augusto, en reconocimiento a la reconstrucción del Odeón de Atenas en el Ágora.  Durante la época romana, otros personajes, como Marco Antonio y Cleopatra, fueron probablemente honrados con una estatua en lo alto del monumento La estatua de Agripa desapareció posteriormente en fecha desconocida.
Especialmente desde el siglo XIX, el monumento ha sufrido importantes problemas estructurales debido a los terremotos, la erosión y las filtraciones. A principios del siglo XX, se realizaron obras para reforzar la estructura con elementos de hormigón y metal. Desde 2021, se han levantado andamios alrededor del monumento como parte de las obras que lleva a cabo el Servicio de Conservación de Monumentos de la Acrópolis.

## Descripción
El pedestal, rectangular y ligeramente ahusado, es la única parte del monumento que se ha conservado. Está hecho de mármol del Himeto, utilizando una técnica de ensamblaje conocida como aparejo pseudo-isódomo, especialmente popular en el periodo helenístico. Descansa sobre una basa escalonada de piedra y toba, de 3,80 × 3,31 m, y una altura de 4,50  m de altura. El pedestal tiene 8,91 m de altura. Su forma es similar a la de otros pedestales helenísticos hallados en grandes santuarios como el de Delfos. La inscripción de su lado oeste reza: 
(Ὁ δῆ)μος Μ(ᾶρκον) Ἀγρίππα(ν)
Λε(υκίου) υἱόν
τρὶς ὕ(πατ)ον τὸν (ἑ)α(τ)οῦ
ε(ὐερ)γέτη(ν).
«La ciudad [dedica esto] a Marco Agripa,
hijo de Leucis,
tres veces cónsul
(y) a su propio
benefactor.»